# جبل ماعت
جبل ماعت (بالإنجليزية: Maat Mons)‏ هو أحد جبال كوكب الزهرة.

## الإحداثيات
يقع في 0.5 درجة على العرض الجغرافي شمالاً وفي 194.6 درجة على الطول الجغرافي شرقاً.

## الأبعاد
القطر أو أطول بعد للتضاريس بالكيلومترات هو 395.0.

## حالة إعتماد الاسم
تم اعتماده من الجمعية العامة في الاتحاد الفلكي الدولي (IAU).

## أصل التسمية
على اسم ماعت، إلهة الحقيقة والعدالة في الأساطير الفرعونية.